# Priorat (vindistrikt)

Priorats läge i Spanien, i nordöstra delen av landet.

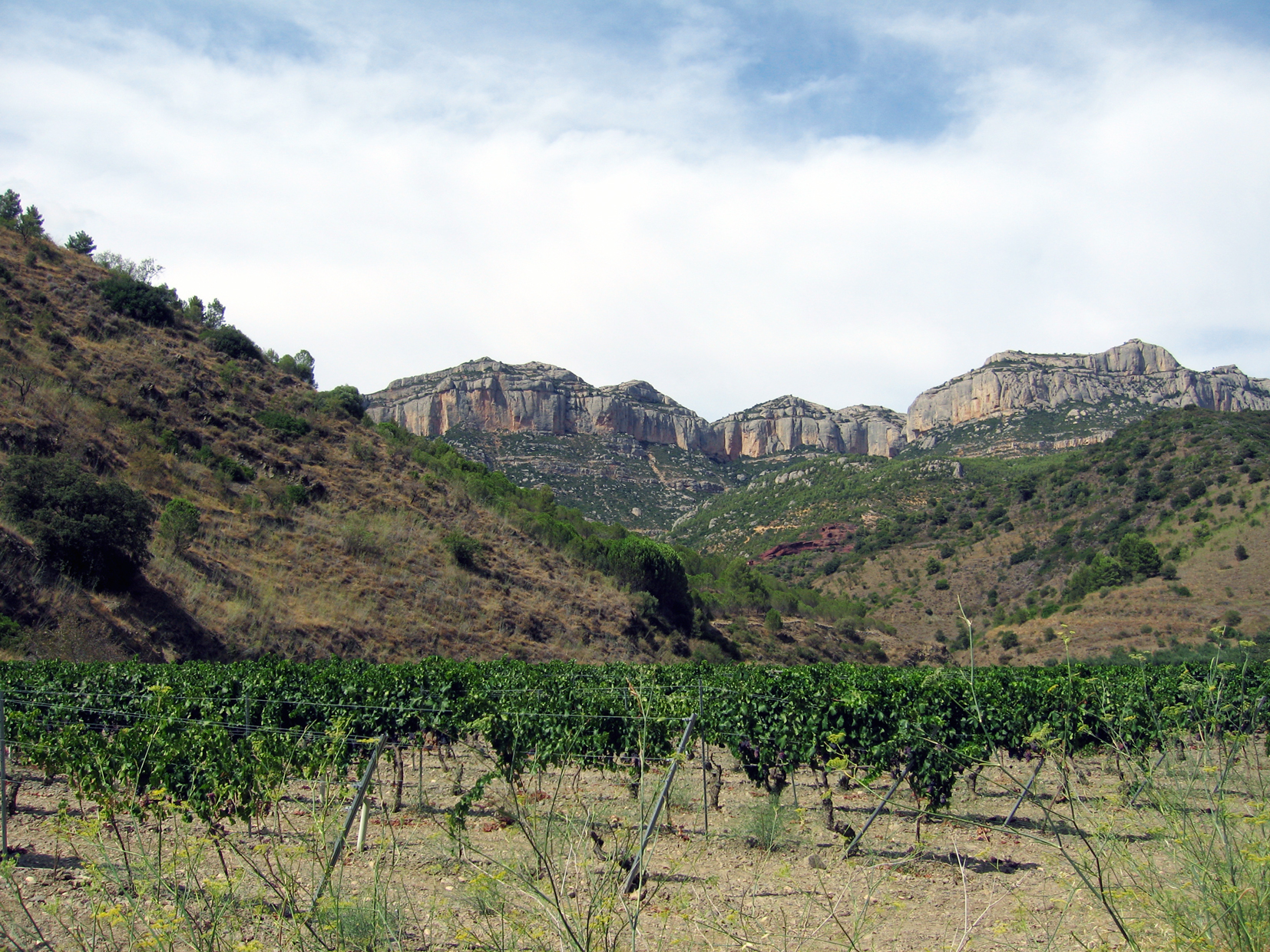
Vingård vid klostret Scala Dei.

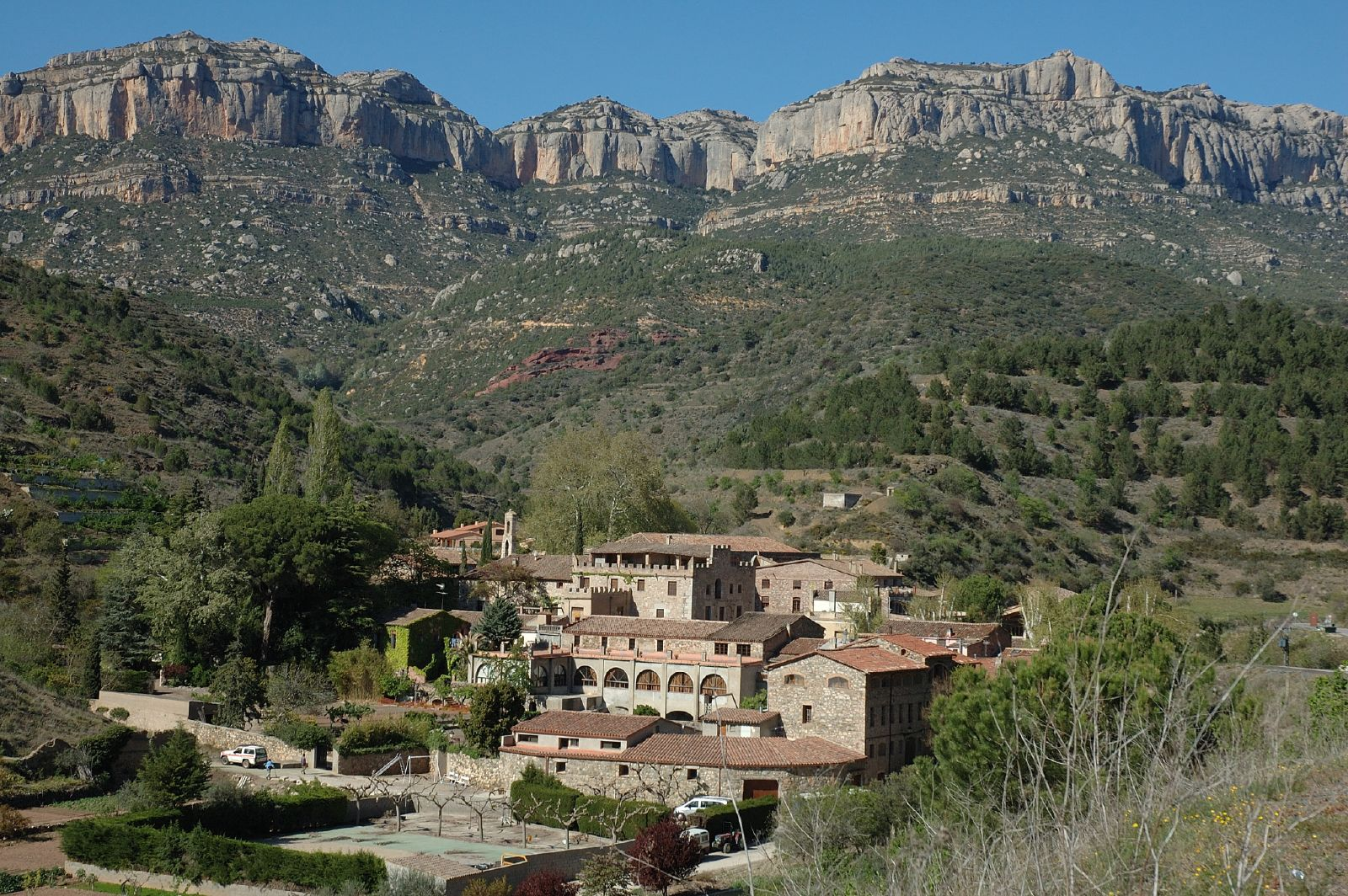
Klostret Scala Dei med Montsant-bergen i bakgrunden.

Priorat (spanska Priorato, katalanska Priorat) är en vinregion i Katalonien i Spanien och är en av Spaniens högst ansedda vinregioner tillsammans med Rioja och Ribera del Duero. Priorat blev år 2000 upphöjd till DOCa (D.O.Q. på katalanska) av den katalanska vinmyndigheten, och är officiellt DOCa-klassat av de nationella myndigheterna sedan juli 2009. Priorat blev den andra DOCa-klassade spanska vinregionen efter Rioja.
Priorat är ett berglandskap med vinodlingar på mellan 100 och 1 000 meters höjd. Distriktet producerar huvudsakligen koncentrerade, mörka och intensiva rödviner. Lägsta tillåtna alkoholhalt är 13,5 procent. De flesta Priorat-viner är en blandning av flera druvsorter, och de druvsorter som vanligen utgör störst andel är Garnacha Tinta och Cariñena. Även Cabernet Sauvignon, Merlot och Syrah används i vinerna, oftast i mindre mängder.
En stor andel Garnacha (Grenache), inblandning av många andra druvsorter, koncentrerad smak och hög alkoholhalt gör att Priorat-vinerna har viss likhet med vinerna från Châteauneuf-du-Pape i södra delen av den franska vinregionen Rhône.
Eftersom vingårdarna i Priorat har låga skördeuttag, framställs de flesta viner i mycket begränsad mängd. I kombination med att många av vinerna brukar få höga omdömen av internationellt kända vinskribenter, har många Priorat-viner kommit att bli dyra "kultviner". Denna kultstatus nådde Priorat under 1990-talet.
I regionen produceras också vita viner på druvorna Garnacha Blanca, Macabeo och Pedro Ximénez. Även små mängder roséviner och söta dessertviner produceras.

## Urval av producenter
Priorat har ett antal kooperativ men är ändå mest känt för sina enskilda vinproducenter, som varit de som gjort de viner som uppmärksammats internationellt av vinkritiker.
- Noguerals - Skapare av vinet Abellars som fått mycket goda omdömen relativt sitt pris.
- Dominio de la Cartoixa - Nyetablerad vinprocent i El Molar. Gör bland annat vinet Clos Galena.
- Alvaro Palacios Winery - Ägs och är namngiven efter en av Priorats två moderna pionjärer, som kommer från en känd familj i Rioja. Utbildad vid Château Pétrus i Bordeaux. Förstavin: L’Ermita - ett av Spaniens mest kända och dyraste viner. Vinkritikern Robert Parker kallade årgång 1994 för en modern legend.[källa behövs]
- Costers del Siruana (Carles Pastrana) - gör det kända vinet Clos de l’Obac, men även andra stora viner som Miserere, Dolc de l’Obac och Kyrie.

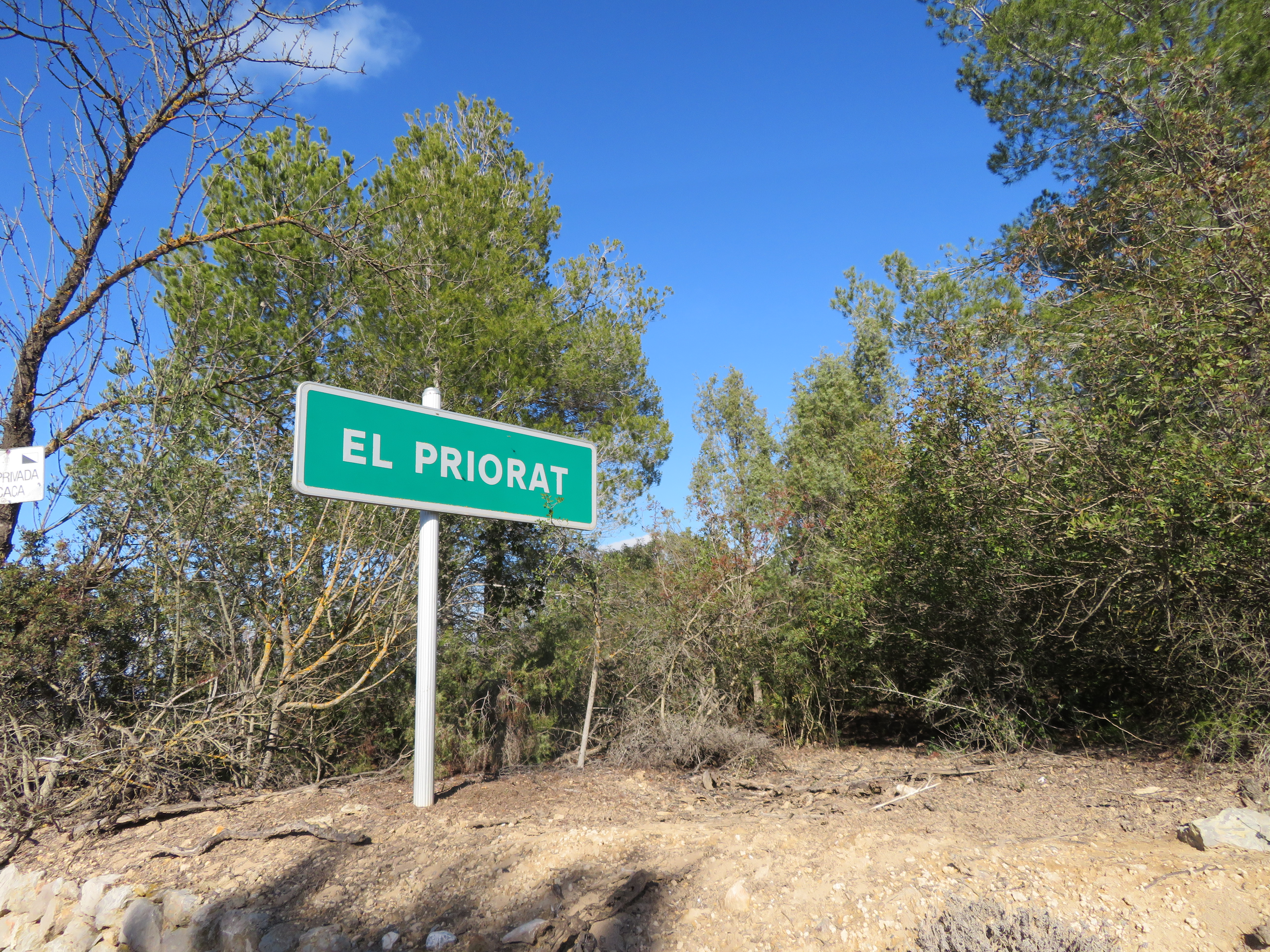
Comarca El Priorat (Tarragona)

- Comarca El Priorat (Tarragona)Mas Igneus - På extremt branta sluttningar får man ut 1 500 kilo druvor per hektar från stockar med en medelålder på 80 år. Ägs av Albet i Noya i Penedès.
- Clos Mogador - Har fått sitt namn efter den vingård där René Barbier, den andra av Priorats två moderna pionjärer, som började odla vin på 1970-talet. Det ligger i byn Gratallops.
- Mas Martinet - Ännu en av pionjärerna som har ett något kontroversiellt läge på dalens botten.
- Clos Erasmus - Totalt 7 hektar i Gratallops. En av de bästa producenterna.
- Cal Batllet - Den unge vinmakaren Marc Ripoll Sans har i senaste år utmärkt sig som en av de mest dynamiska kvalitetsproducenterna i Priorat.